# دنیس هالاتا
دنیس هالاتا (اوکراینی: Денис Олегович Галата؛ زادهٔ ۴ سپتامبر ۲۰۰۰) بازیکن فوتبال اهل اوکراین است.
از باشگاه‌هایی که در آن بازی کرده‌است می‌توان به باشگاه فوتبال فورسکلا پولتاوا اشاره کرد.